# Лесли, Евгений Иванович
Евге́ний Ива́нович Ле́сли (1828 — 05 октября 1854 [17 октября 1854], Севастополь) — капитан-лейтенант российского императорского флота. Герой Севастопольской обороны. Персонаж романа-эпопеи Сергеева-Ценского «Севастопольская страда» (1937 — 1939). 

## Биография

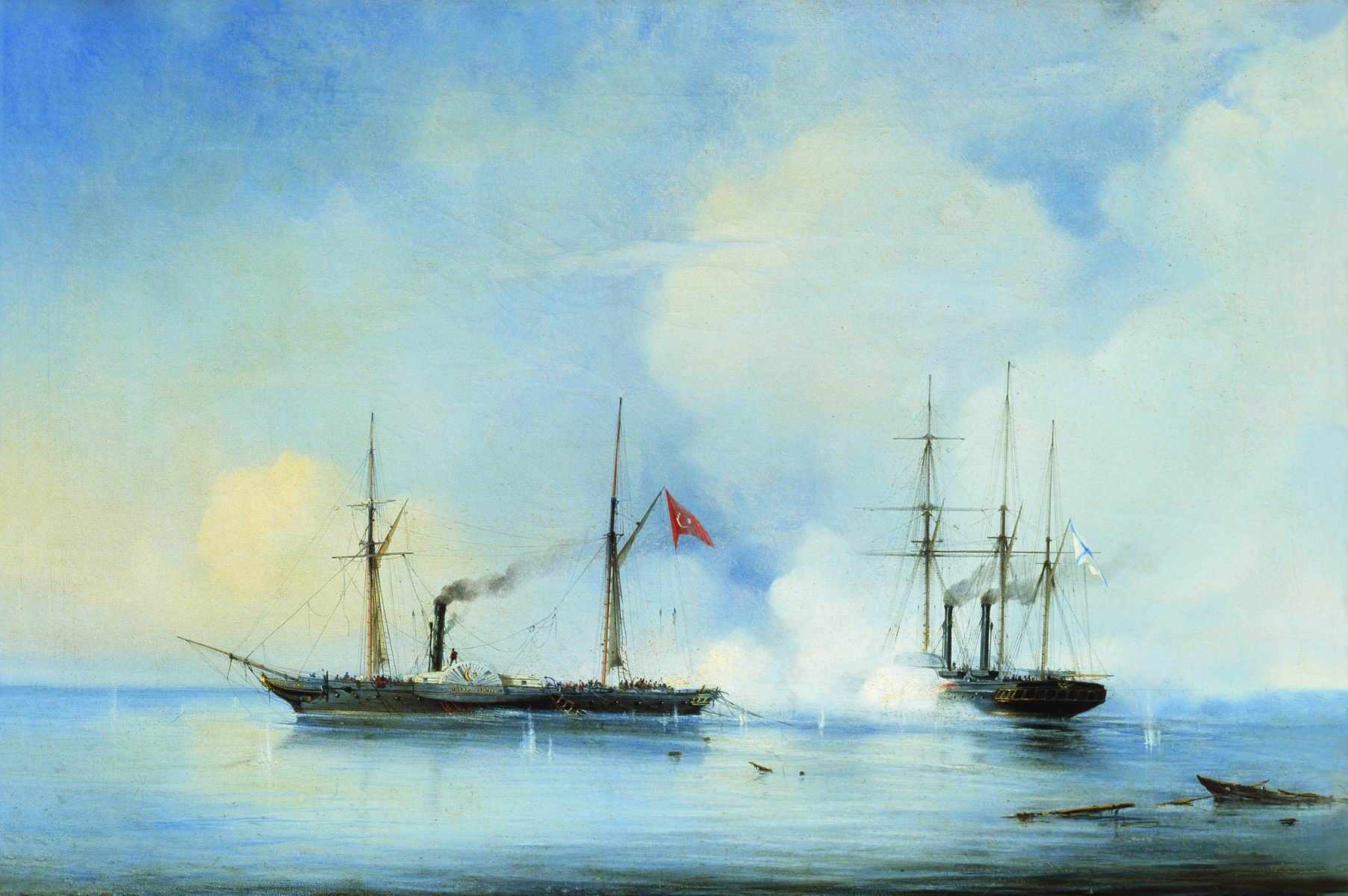
Бой пароходов "Владимир" и "Перваз-Бахри"

Из дворян Смоленской губернии, корни рода происходят из Шотландии. Внук Александра Дмитриевича Лесли (1781—1856), инициатора первого в период Отечественной войны 1812 года отряда ополчения, правнук генерала Дмитрия Егоровича Лесли. 
Обучался в Морском корпусе, откуда в 1844 году произведён был в гардемарины, а в 1846 году — в мичманы и назначен в Черноморский флот. В 1852 году произведён в лейтенанты. В ноябре 1853 года участвовал в захвате турецко-египетского корабля «Перваз-Бахри». За отличие в бою был произведён в капитан-лейтенанты. В июне 1854 года на пароходе  «Владимир» участвовал в перестрелках с англо-французскими пароходами, при этом был легко ранен. 
Участвовал в обороне Севастополя на 3-м бастионе. Погиб во время бомбардировки  в 5 (17) октября 1854 года. Его имя увековечено в церкви Морского корпуса и в храме св. Николая в Севастополе.
В романе Михаила Филиппова «Осаждённый Севастополь» (1889) Евгений Лесли называется одним из лучших моряков Черноморского флота и «всеобщим любимцем». Обстоятельства его смерти  описаны так: 

«Является сам начальник артиллерии капитан Ергомышев и совещается с Евгением Лесли, не смущаясь его молодостью. Вдруг ещё одна огромная бомба влетает в бастион и, прежде чем кто-либо успел опомниться, пробивает пороховой погреб. Страшный взрыв потрясает третий бастион. Ергомышев контужен в голову и падает в беспамятстве. Иван Лесли ищет брата, но не находит его. Евгения нет, он исчез бесследно, его тело разорвано на части, и отыскать их нельзя». 
— Филиппов М. Осаждённый Севастополь. — М.: Военизат, 1976. — С. 375.
В романе «Севастопольская страда» назван храбрым воином и «весёлым храбрецом», показан как всеобщий любимец, балагур, никогда неунывающий человек. Одна из его характеристик: «Евгений Иванович Лесли, неистощимо весёлый, как будто всё ещё продолжалась вчерашняя пирушка, только под неистово трескучий оркестр орудий, разрыв гранат и бомб и тяжкое шлёпанье ядер».
Его младший брат  — Пётр Иванович Лесли (1832—1877) , капитан-лейтенант, участник Крымской войны. Его двоюродный брат Александр стал генерал-лейтенантом.